# Nederlands Instituut van Psychologen
Het Nederlands Instituut van Psychologen (of NIP) is de grootste beroepsvereniging voor psychologen van Nederland. Het NIP ondersteunt psychologen, bewaakt de professionele norm van het vak en bevordert een hoge wetenschappelijke standaard. 

## Geschiedenis
Eind 19e eeuw begon psychologie in Nederland op te komen, mede door de stichting van het eerste psychologische laboratorium in 1892 door Gerard Heymans aan de Rijksuniversiteit Groningen. 
Pas in 1938 kwam er een nationale vereniging voor psychologen, toen nog het NIPP, ofwel Nederlands Instituut van Praktizerende Psychologen, met maar 24 leden. De P van Praktizerend verdween in de zestiger jaren, ongeveer tegelijkertijd met een enorme groei van het aantal psychologen binnen Nederland. Op 1 oktober 2022 fuseren NIP en Nederlandse Vereniging voor Gezondheidszorgpsychologie en haar specialismen (NVGzP). De gefuseerde vereniging gaat verder onder de naam Nederlands Instituut van Psychologen (NIP) en vormt één beroepsvereniging voor alle (post) master opgeleide psychologen in de volle breedte van de psychologie. Het NIP telt ruim 17.000 leden .

## Secties en kamers
Het NIP bestaat uit verschillende verenigingsorganen, waaronder diverse secties en kamers waar psychologen binnen een bepaald werkveld zich verenigen. Binnen deze secties wordt bijvoorbeeld gewerkt aan kwaliteitsnormen, bekendheid gegenereerd over het werkveld of een bijdrage geleverd aan het universitaire onderwijs. 
De huidige secties zijn:
- Arbeids- & organisatiepsychologie (A&O)

- Forensische psychologie
- GGZ
- Jeugd
- Medische psychologie
- Neuropsychologie
- Ouderenpsychologie
- Psychologie studenten (SPS-NIP)
- Revalidatie
- Sociale & economische psychologie (SEP)
- Startende psychologen
- Verslavingspsychologie
- Zorg voor mensen met een verstandelijke beperking (ZMVB)

De huidige kamers zijn:
- Kamer BIG-opleidelingen
- Kamer Gz-psychologen
- Kamer Specialisten

## Andere verenigingen voor psychologen
- De Vereniging voor Gedragstherapie en Cognitieve Therapie (VGCT)
- De Nederlandse Vereniging voor Gezondheidszorgpsychologie en haar specialismen (NVGzP) - fuseert per 1 oktober 2022 met NIP
- De Vereniging voor Cliëntgerichte Psychotherapie (VCgP)